# Isabelle A

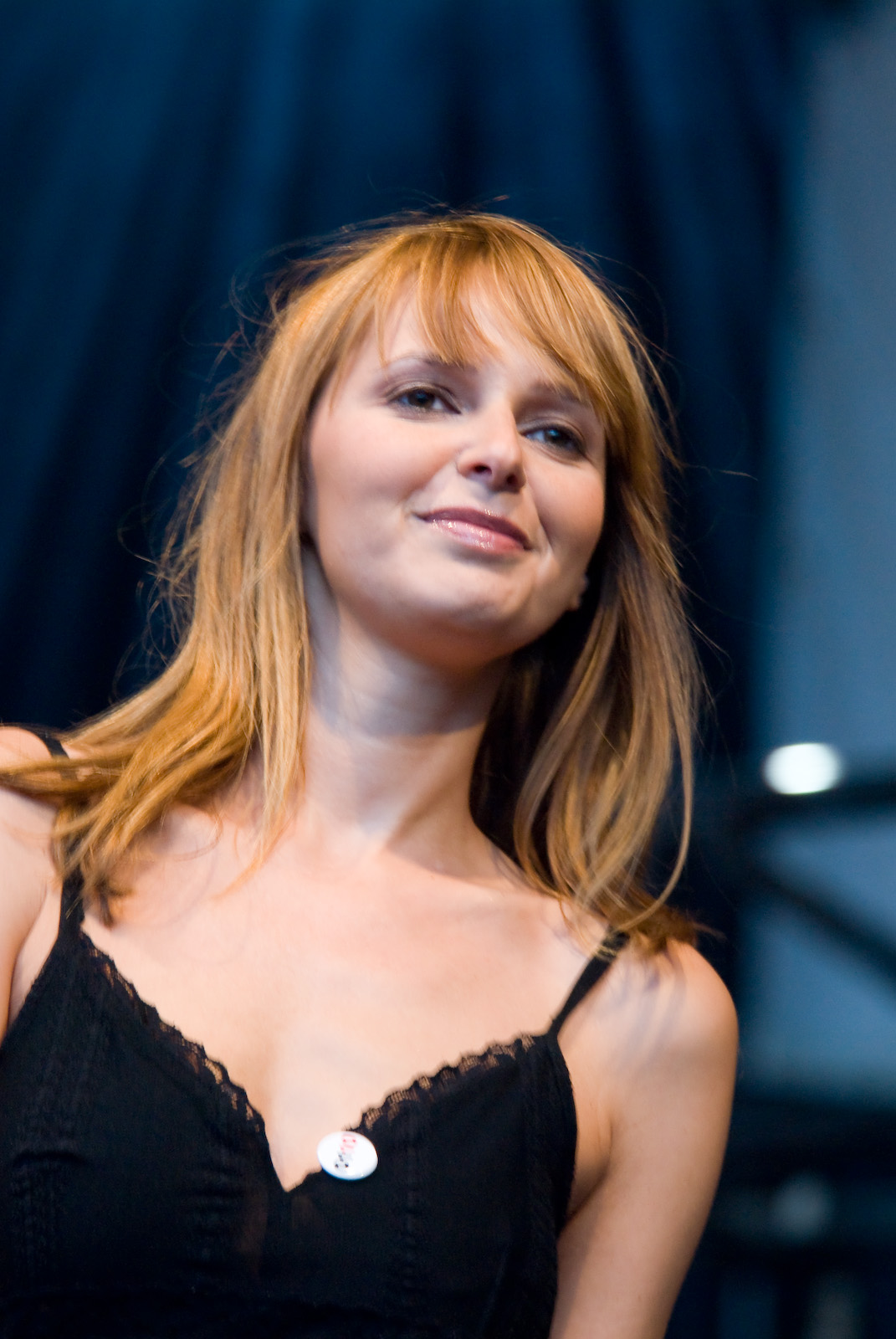
Isabelle A (2006)

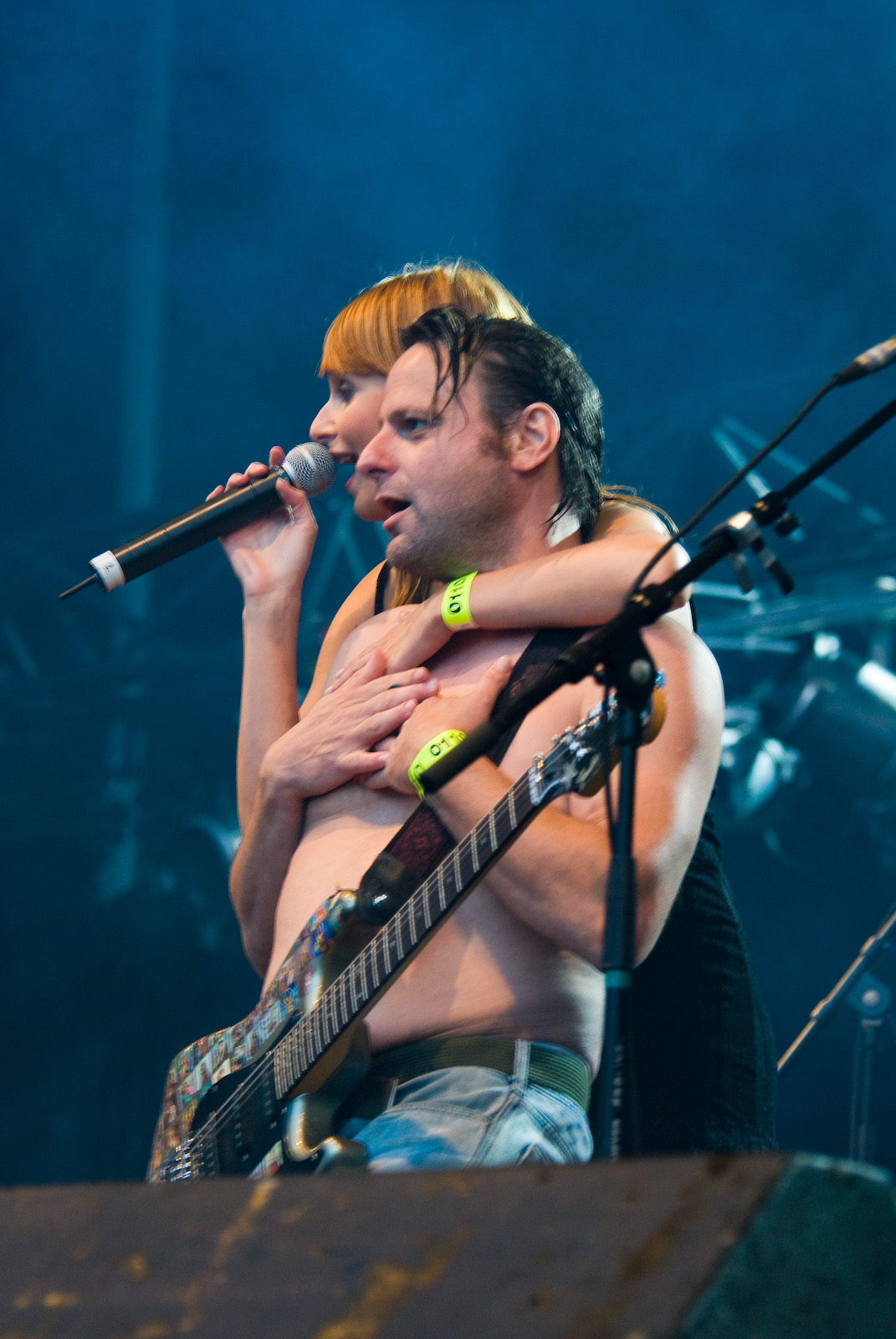
Isabelle A mit Luc De Vos von der Band Gorki beim 0110-Konzert in Gent, 2006

Isabelle Adam (* 25. Mai 1975 in Gent), bekannt als Isabelle A, ist eine belgische Sängerin, die in den späten 1980er und frühen 1990er Jahren als Teenie-Idol galt.

## Leben
Isabelle Adam wurde 1975 als Kind einer Arbeiterfamilie in Gent geboren. Bereits mit zwölf Jahren wurde sie von Produzent Marc Van Beveren entdeckt; ihre erste Single De Troika kam 1987 auf den Markt. Sie wurde die Moderatorin der Jugendsendung Tv Tam Tam des Senders BRT (heute VRT), in der sie Jugendliche interviewte.
Im Jahr 1990 landete sie mit Hé, lekker beest einen Nummer-1-Hit, der sich neun Monate in den belgischen Charts hielt und mit Platin ausgezeichnet wurde. Ihre zweite Single Ik weet wat ik wil, die im folgenden Jahr erschien, wurde mit einer Goldenen Schallplatte ausgezeichnet, das Debütalbum Isabelle A erhielt Platin. 
Im Alter von 17 Jahren veröffentlichte Isabelle A ihr zweites Album Zeventien, dessen Auskopplungen Ik heb je nodig und Weet je nog Charterfolge wurden. Mit Theresa Platteau und Prince Far Out startete sie das internationale Dance-Projekt Interaktiv, das 1994 zur Veröffentlichung der Single Slam führte. Ihr drittes Album Jij doet me leven, dessen Single-Auskopplung Je mag altijd op me rekenen ein Sommerhit des Jahres in Belgien wurde, erschien 1993.
Die folgenden Jahre waren für Isabelle A weniger erfolgreich. Aufgrund von Vertragsproblemen mit ihrem Manager konnte sie für zwei Jahre keine Alben aufnehmen. Ihr nächstes Album Hemels erschien 1997 und wurde für lange Zeit ihr letztes Album in niederländischer Sprache. Die nächsten Jahre veröffentlichte sie Titel und Alben in englischer Sprache, die jedoch an frühere Erfolge nicht anknüpfen konnten. Erst 2006 erschien mit der Single Ik heb je zo lief ein Hit, der es bis auf Platz 3 der Charts in Flandern schaffte. Im selben Jahr nahm sie mit Helmut Lotti das Duett True Love für dessen Doppel-Album The Crooners auf. Mit Luc De Vos trat sie 2006 beim 0110-Konzert gegen Rassismus in Gent auf. Im folgenden Jahr nahm sie zusammen mit der Gruppe Gorki den Titel En dans für das Album Bravo Clouseau auf, das anlässlich des 20-jährigen Bestehens der belgischen Band Clouseau 2007 erschien. Im Jahr 2008 veröffentlichte sie ihr aktuelles Album De macht der gewoonte, das Platz 16 der flämischen Charts erreichte und auf dem sie von Künstlern wie An Pierlé, Sarah Bettens, Stijn Meuris und Sioen musikalisch unterstützt wurde. Auf Roel Vanderstukkens Album Leven in mijn leven war sie 2010 mit dem gleichnamigen Titel im Duett mit Vanderstukken zu hören.
Isabelle A, die 2010 ihr erstes Kind zur Welt brachte, ist seit Januar 2012 Sängern der Party- und Coverband The Expendables und tritt dabei unter dem Namen The Expendables & Isabelle A auf.

## Diskografie

### Alben
| Jahr | Titel                 | Höchstplatzierung, Gesamtwochen, AuszeichnungChartsChartplatzierungen (Jahr, Titel, Platzierungen, Wochen, Auszeichnungen, Anmerkungen) | Anmerkungen                            |
| Jahr | Titel                 | BEF | Anmerkungen                            |
| ---- | --------------------- | --- | -------------------------------------- |
| 1998 | Hemels                | BEF22 (15 Wo.)BEF | Erstveröffentlichung: 30. Januar 1998  |
| 2008 | De macht der gewoonte | BEF16 (11 Wo.)BEF | Erstveröffentlichung: 2. Juni 2008     |
| 2017 | Zo zal het zijn       | BEF3 (22 Wo.)BEF | Erstveröffentlichung: 7. Juli 2017     |
| 2017 | Het beste van         | BEF61 (14 Wo.)BEF | Erstveröffentlichung: 1. Dezember 2017 |
| 2019 | Sjokola               | BEF7 (9 Wo.)BEF | Erstveröffentlichung: 5. April 2019    |

Weitere Alben
- 1991: Isabelle A
- 1992: Zeventien
- 1993: Jij doet me leven
- 2002: Calling Out Your Name
- 2006: Op verzoek – Haar grootste hits

### Singles
| Jahr | Titel Album                                        | Höchstplatzierung, Gesamtwochen, AuszeichnungChartplatzierungen (Jahr, Titel, Album, Platzierungen, Wochen, Auszeichnungen, Anmerkungen) | Höchstplatzierung, Gesamtwochen, AuszeichnungChartplatzierungen (Jahr, Titel, Album, Platzierungen, Wochen, Auszeichnungen, Anmerkungen) | Anmerkungen                                           |
| Jahr | Titel Album                                        | BEF | NL | Anmerkungen                                           |
| ---- | -------------------------------------------------- | --- | --- | ----------------------------------------------------- |
| 1990 | Hé, lekker beest Isabelle A                        | BEF4 (19 Wo.)BEF | — | Erstveröffentlichung: September 1990                  |
| 1991 | Ik weet wat ik wil Isabelle A                      | BEF6 (14 Wo.)BEF | — | Erstveröffentlichung: Februar 1991                    |
| 1991 | Blank of zwart Isabelle A                          | BEF12 (14 Wo.)BEF | — | Erstveröffentlichung: Juni 1991                       |
| 1991 | Stap voor stap Isabelle A                          | BEF20 (11 Wo.)BEF | — | Erstveröffentlichung: Oktober 1992                    |
| 1992 | Zeventien                                          | BEF20 (9 Wo.)BEF | — | Erstveröffentlichung: Februar 1992                    |
| 1992 | Ik heb je nodig Zeventien                          | BEF15 (9 Wo.)BEF | — | Erstveröffentlichung: Mai 1992                        |
| 1992 | Weet je nog … Zeventien                            | BEF42 (6 Wo.)BEF | — | Erstveröffentlichung: August 1992                     |
| 1992 | Wondermooi Jij doet me leven                       | BEF23 (11 Wo.)BEF | — | Erstveröffentlichung: Dezember 1992                   |
| 1993 | Jij mag altijd op mij rekenen Jij doet me leven    | BEF36 (7 Wo.)BEF | NL37 (3 Wo.)NL | Erstveröffentlichung: Mai 1993                        |
| 1993 | Sarah Jij doet me leven                            | BEF44 (2 Wo.)BEF | — | Erstveröffentlichung: September 1993                  |
| 1993 | Helemaal alleen Jij doet me leven                  | BEF37 (8 Wo.)BEF | — | Erstveröffentlichung: Dezember 1993                   |
| 1997 | Dansen voor jou Hemels                             | BEF20 (9 Wo.)BEF | — | Erstveröffentlichung: 20. Januar 1997                 |
| 1997 | Hemels                                             | BEF47 (1 Wo.)BEF | — | Erstveröffentlichung: 11. Juli 1997                   |
| 1997 | Liefste Hemels                                     | BEF39 (8 Wo.)BEF | — | Erstveröffentlichung: 5. Dezember 1997                |
| 1998 | Wie ben jij Hemels                                 | BEF23 (11 Wo.)BEF | — | Erstveröffentlichung: 6. Juni 1998                    |
| 1998 | Ik geef Hemels                                     | BEF46 (3 Wo.)BEF | — | Erstveröffentlichung: Juni 1998                       |
| 2003 | Baby Baby –                                        | BEF31 (3 Wo.)BEF | — | Erstveröffentlichung: Juli 2003 als Isabelle Adam     |
| 2005 | Ik heb hem zo lief Op verzoek – Haar grootste hits | BEF3 (12 Wo.)BEF | — | Erstveröffentlichung: 16. Dezember 2005               |
| 2006 | Zelfs al kwam je terug –                           | BEF26 (8 Wo.)BEF | — | Erstveröffentlichung: 18. August 2006                 |
| 2017 | I’ve Only Begun to Fight (Live) Zo zal het zijn    | BEF39 (1 Wo.)BEF | — | Erstveröffentlichung: 10. April 2017                  |
| 2021 | Ik denk teveel –                                   | BEF40 (1 Wo.)BEF | — | Erstveröffentlichung: 21. Mai 2021 feat. Tim Akkerman |
| 2023 | Alleen met jou –                                   | BEF50 (1 Wo.)BEF | — | Erstveröffentlichung: 19. Mai 2023                    |

Weitere Singles
- 1987: De troika
- 1989: Alleen
- 2008: Hou je nog van mij

### Gastbeiträge
| Jahr | Titel Album | Höchstplatzierung, Gesamtwochen, AuszeichnungChartplatzierungen (Jahr, Titel, Album, Platzierungen, Wochen, Auszeichnungen, Anmerkungen) | Höchstplatzierung, Gesamtwochen, AuszeichnungChartplatzierungen (Jahr, Titel, Album, Platzierungen, Wochen, Auszeichnungen, Anmerkungen) | Anmerkungen                                                       |
| Jahr | Titel Album | BEF | NL | Anmerkungen                                                       |
| ---- | ----------- | --- | --- | ----------------------------------------------------------------- |
| 2000 | Wish –      | BEF27 (10 Wo.)BEF | — | Erstveröffentlichung: November 2000 Miguel Wiels feat. Isabelle A |